# جیپ چروکی (ایکس‌جی)
جیپ چروکی (ایکس‌جی) (به انگلیسی: Jeep Cherokee (XJ)) خودرویی است که در سال‌های ۱۹۸۴–۲۰۰۱ (در ایالات متحده) ۱۹۸۴–۲۰۰۵ (در چین) ۱۹۸۷–۲۰۰۱ (در ونزوئلا) در تولیدو، اوهایو، ایالات متحده آمریکا، پکن، چین و آرژانتین تولید شده‌است.
این خودرو در کلاس کامپکت اس‌یووی قرار گرفته، طراحی آن موتور جلو، توزیع نیروی پیشران و خودرو چهار چرخ محرک بوده وزن آن در حالت طبیعی ۳٬۳۵۷ پوند (۱٬۵۲۳ کیلوگرم) است. سیستم جعبه‌دندهٔ آن ۵ و ۴ دنده به دو صورت خودکار و دستی است.